# 三合會
三合會是于18世纪初源自华南地区的秘密結社。三合會是天地會的變名或分支，名稱最早見於清嘉慶年間:29。天地會的起源有清朝康熙、雍正、乾隆不同說法。創生於福建，後傳遍廣東、廣西；更在十九世紀中隨著華南的移民及勞工，分別傳至香港、東南亞、美洲及澳洲等地。在香港，大部份黑社会组织都是源自三合会。故此有時「三合会」被用来泛指黑社會犯罪集團。

## 名稱來源
天地會在乾隆五十一年後為清政府明例查禁；為避官府追捕而有甚多別稱，包括「洪門」、「添弟會」、「靝𪒉㞧」、「三點會」等等。其中「三合會」的名字在兩廣最為常見，最早記載於嘉慶年間，性質及內容，與天地會完全相同。到道光年以後，廣東的天地會普遍稱為三合會。:35三合會一名來源有多種說法：

#### 說法（一）天地人
三合是指「天」、「地」、「人」三和合。而「人於天地中」，暗示三合會亦即天地會。

#### 說法（二）三河合水万年流
天地會的門聯「地振高岗，一派溪山千古秀。門朝大海，三河合水萬年流」，傳說，門聯所指的地方是一个叫「高溪」的地方，當中「高溪庙红花亭」就是当初天地會成立的地方，位于福建漳州云霄县的高溪村，那里正好是漳江口三河匯合之處，所以才有「門朝大海，三河合水万年流」的说法。但實際上福建雲霄境內的漳江是沒有支流；而另一個曾被稱漳江的九龍江是在不靠海的漳平市；而有三條支流匯集入海灣的另一九龍江則在漳州市龍海區。亦有說「高溪庙红花亭」在廣州，「三河合水萬年流」是指洪門的「洪」字旁三點水。

#### 說法（三）兩廣三江
是因為不同的社團皆來自兩粵（即兩廣的廣西、廣東）的珠江水系北江、東江、西江三條江的區域，三江的幫會合作互助反清，故名「三合會」。這說法較不可靠，因为三江之说在民初测量才确定，此後珠江才包含東江、西江与北江。

### 英文譯名Triad
1821年，曾經到南中國及馬六甲傳教的英國傳教士米憐（William Milne），撰寫了關於華人秘密會社的文章，題為 "Some account of a secret association in China, entitled the Triad Society"。此文1825年由馬禮遜在皇家亞洲學會的期刊內發表，是英語世界最早發表對三合會的研究。:161米憐將三合會翻譯為"Triad"，並指三合是 "天、地、人"三結合。皇家亞洲學會的始創人之一，正是後來的第二任港督戴維斯。二十年後（即1845年）戴維斯在香港頒行禁止三合會的法例，採用相同譯名Triad 。
不過，香港港英政府警察在法庭上作供解釋三合會及其英文譯名“Triad”時，採取旗幟及印信說。因洪順堂印信為三角形，入會時香堂上旗幟亦為三角形。:27

## 歷史沿革

### 源起的傳說
按三合會內相傳的《西魯敍事》（亦稱《西魯傳》），天地會始創於清康熙年間。南少林僧人為清帝效力征西魯國，得勝後被奸臣陷害，引來火燒少林，被迫結義造反，反清復明。人物有少林五祖、叛徒馬寧兒，軍師陳近南、大哥萬雲龍、明室後人朱洪竹等等。西魯敍事與已知歷史史實相差甚遠，亦有不少自相矛盾之處，不同版本差異極大，一般認為是由後人杜撰。:237歷史上有確據的天地會記載，始於乾隆五十一年(1786年），台灣發生的林爽文事件，天地會叛亂，歷時兩年始被平定。:30

#### 天地會的康熙說及乾隆說
天地會的切實起源，始終眾說分云無定論。現時主要有康熙說及乾隆說。康熙說認為，天地會始創人是達宗萬五和尚，曾是鄭成功部下，康熙十三年（1674年，甲寅）在福建雲宵高溪創下天地會，反清復明。乾隆說則按有據可考的清朝檔案文獻，認為是洪二和尚鄭開，又名萬提喜，於乾隆二十六年(1761年）在高溪創下天地會。:17康熙說多數認為，天地會是明朝遺老所創，自始即是反清的民族革命團體。乾隆說則傾向認為，天地會是清中葉社會矛盾的產物，是下層社會為互助而產生的秘密異姓結會，「反清復明」是後來加入，而前清一段經過是依傳說而杜撰。:105

#### 異姓結會的社會及經濟成因
近代中國秘密會社，分為「教」及「會」兩大類：「教」結合宗教信仰，普遍盛行於華北；「會」則為「異姓兄弟」，歃血結盟，多盛行於華南。天地會的源地福建漳、泉，長期盛行械鬥。鄉間人口少的姓氏以異姓結拜聯合對抗人口多的大姓，是「異姓結會」的社會源頭。:116清初到乾隆年間人口大增。福建、粵東人多地少。至乾隆中葉，大量無地農民成為流動人口。湧入各地都邑城鎮，為小商販、力役、或江湖遊子，無業遊民。加入秘密會社，多基於尋求保護的生活需要。入會者，不外幾個原因：互助以免被欺凌；無業遊民聚眾、搶劫、拒捕、綁票勒贖、械鬥、尋仇、收保護費；以傳會斂錢。:116-147

### 嘉道年間：三合會漫延華南
乾隆五十一年(1786年)，台灣天地會林爽文起事，震驚朝庭。「天地會」成為官府重點打擊對像，列入清律明例以斬立決嚴懲。天地會多改以其他名字、分支出現。會內儀式、暗號亦不斷改變，「反清復明」成為吸引會眾的政治口號。:208
嘉慶十七年(1812年)，兩廣總督給軍機處奏折中，首次有三合會的名字，係廣東順德人所結。:212 道光十年(1830年），給事中劉光三向朝庭報告，稱:「廣東會匪，最為民害者，則有三點會，所謂，開口不離本，舉手不離三，粵東土民，莫不周知」。:97
雖然官府不斷打擊，但嘉、道年間，福建、廣東、廣西等地人口繼續幾何級數增長，破產農民和流動人口有增無減，為秘密會社提供大量發展空間。清初至道光，福建人口增長為十二倍，廣東為二十四倍，廣西更為三十倍。:260三合會隨著流動人口及移民，由福建廣東傳至廣西、貴州、雲南、江西各省。道光年間，三合會在廣西堂口即數以百計，已發展至「幾無村不有大哥」。:120三合會在地方結合土匪，結盟拜會，剽掠为生。或借「團練」、保鑣等名目，向各行業收取地方保護費俗稱「陀地」、「睇場」。
道光十一年(1831年)，再有報告指三合會漫延華南五六省，人數不計其數，而且吏役、兵丁等，亦多為三合會，鄉間搶刼頻頻，多與三合會有關。道光二十年(1840年)鴉片戰爭以後，廣東失去對外貿易壟斷而經濟衰敗，無業遊民大增。戰時廣東各地成立的民團，變成散兵游勇，為三合會溫床。:185 廣西潯江、梧江一帶橫行的「艇軍」即源自鴉片戰爭時的水勇。:18

### 晚清時期：起義及革命

#### 咸豐年間的兩廣天地會起義
道光未年，廣東、廣西已多次爆發三合會起義。在廣東，廣州附近的香山、東莞，在道光廿二年(1842年) 有三合會大規模起義，人數以萬計。洪秀全等在咸豐元年(1851年）廣西金田起義的前後數年，廣西三合會民變數十起。咸豐二年(1852年)，朱洪英、胡有祿在南寧發動三合會起事，並建立昇平天國。:1
到咸豐四年（1854年）夏，太平天國定都金陵，號稱「天京」。廣東的三合會亦於同年在全省起事。:40原為水賊的太平軍、艇軍將領羅大綱主張，欲攻佔廣州城，以固太平天國南方門戶。這場由廣東各地三合會會眾參予的洪兵起義(或稱紅巾起義)，共40多縣，參加人數達100萬人。五月，先有何六在廣東石龍發動三合會起事，陷東莞。六月，起事的有佛山的陳開，「紅船」子弟粵劇藝人李文茂；肇慶的梁培友；清遠的陳金剛。陳開與李文茂等一度包圍廣州。兩廣總督葉名琛在當時的港督寶寧（Sir John Bowring）援助下，堅守廣州半年不失。陳開等退入廣西，陷潯江，立大成國。
太平天國及洪兵起事，各路人馬在兩廣輾轉十年，使局勢十分動盪。為了逃避戰火及官府的追捕殺戮，大批原系东莞、番禺、顺德、香山（今中山）等地的三合會眾紛紛湧入香港，香港成為華南三合會重要據點。亦有不少三合會人經過香港作華工逃亡至南洋、美洲金山等地，將三合會散佈海外。:213

#### 上海小刀會起義
咸豐三年（1853年)夏，小刀會在上海起義。上海小刀會是由廣東移民中的三合會、福建移民中的小刀會、及當地會黨所組成。:63小刀會起義的首領劉麗川，最先是在香港加入三合會，後來到上海發展。:64

#### 三合會與辛亥革命
辛亥革命中，有反清傳統的三合會，成為革命黨的重要骨幹。孫中山曾謂：「自己先前倡導民族主義時 共鳴者僅會黨而已 中流以上者寥寥无几」。辛亥革命參與者許多加入三合會，例如：孫中山在檀香山加入洪門為紅棍，秋瑾在日本擔任三合會白紙扇，鄭士良、杨衢云、谢缵泰、馮自由等粵籍革命黨人都是三合會。孫中山的十次革命之中，基本參與的群眾是三合會人:149，乙未廣州起義及惠州起義、黄冈起义、惠州七女湖起义、防城起義、鎮南關起義、欽廉上思起義、都是以三合會會員為主。黃花崗一役之中，犧牲者泰半為三合會。南洋、美洲的洪門三合會，長期為革命提供財政上的支援；多個美洲三合會堂口為支援革命，變賣堂產。美洲的致公堂，曾一度與同盟會合併:173。

### 民國以後：三合會的變革，與政權交錯利用
武昌起義後中國各個地方行政及省份紛紛宣佈獨立、之後出現軍閥割據、不少地方政府都未能長期有效管治。在廣東，武昌起義時革命黨依靠的民軍武裝力量，多為三合會會眾。革命後成立的軍政府，發現部份三合會民軍擾亂地方秩序。胡漢民及陳炯明任都督時，都曾經強迫解散會黨民軍，更曾經處決部份不服命令的三合會頭目。其他各地獨立的政府，對會黨都有類似的經驗。革命的成功多得會黨的參與，但革命後的地方會黨卻擾亂秩序，成為新生政府的難題。各地有改革會黨的想法，然而實際上卻多數無疾而終；不少地方曾明令取締、鎮壓、解散會黨。隨著民國紛亂的政局，二次革命、倒袁、以至國民政府等等，不同政治力量輪番上台，與當地會黨社團相互交錯，時而合作滲透利用，時而鎮壓。
晚清時期革命黨大舉在海外加入三合會，令到此類會黨的知識水平得到提高。民國建立以後，不少三合會尋求改組及變革，希望在新的政治環境下得到新的地位。北美洲致公堂的堂、黨改組，即為其中一個例子。

### 1949年後

#### 英屬香港：滋生不斷
1950年代，政治部（直屬較為重要的英國軍情五處）因地緣接近中國大陸，故其主要工作包括收集中國大陸地區的情報，並保持香港中立角色，嚴密防範和偵查國民黨及共產黨在香港進行顛覆和間諜活動。1956年國民黨的雙十暴動以及1967年共產黨的文化大革命影響香港的六七暴動，尤其雙十暴動中的三合會「十四K」幫會、「和字頭派系」幫會「和安樂」，警方成立部門對付黑社會，並成立特別部門，專門偵查三合會活動，因此懷疑為台灣國民政府的情報人員對此事件有人推動唆使，故從此被禁止進香港。此後香港便成為國民黨及共產黨繼續角力場地，政府便監視國民黨、共產黨兩黨在香港一舉一動，並推出措施，保持香港中立角色。
1997年香港主權交接前，盛傳北京特派員（公安部長）會見黑幫首腦用以責以「曉以大義」，故有『黑社會也有愛國的』經典金句。大量金錢及政治力量支援方式，以某一程度的招安以減低各幫派製造動亂，尤其只會對有國軍背景的香港三合會各大組織「招兵買馬」，不少幫派頭目從中國南方移師華北至中國北方一帶，其中國大陸所有娛樂場所，如：賭場、色情場所、夜總會、歌舞場所、的士高、酒吧等等娛樂場所不少有軍方支援和看管，但其實當中最終的主力仍然在華南的廣東和廣西、包括海南這三省的兩廣地區。幫派移師中國內地後，產生不少腐敗事件，其公安局巡警、公安系統與黑幫有關連，涉有不少「黑案」。
其實早在1980年代至1990年代開始，中國共產黨的武装力量早已收編有國軍背景的三合會，其餘將領部下受到了不少感化而「歸降」和「歸順」於最高軍事領導。招安只是「宜權之計」，在中國內地仍遍佈頗多為了擴張勢力的三合會軍事門生滿佈天下，以至最高權力機關「中南海」。在1980年代，中華人民共和國中央軍事委員會的武裝力量最高軍事領導副主席劉華清將三合會組織新義安龍頭向前的第十個兒子向華強收為義子。
现代三合會组织亦跟隨時代的步伐演變，以前一度跨足生产和销售盗版軟體、CD、DVD及色情光碟（香港俗稱「賣老翻」），而今主要经济收入来源來自色情業、賭博業，甚至是網路賭博，同时也从事盜卖和走私軍火、烟、酒的活动。

## 組織及傳統
三合會是彷照宗族的異姓結盟，沒有強烈共同宗教信仰。結盟的基礎是成員間的互利。三合會組織橫向獨立發展，分堂各有其領導大哥，分堂之間平起平坐，互不從屬，可以互相合作，亦可互相傾軋。入會時雖然有師徒關係，但同門之中，會員以兄弟相稱。

### 職位名稱及典故
以下為晚清光緒以後廣東三合會常見職位，二次大戰後香港三合會一般相同。:195
|               |               |               |               |               |               |  |  | 龍頭／坐館（489） |             |             |             |             |             |  |  |             |             |             |             |             |             |  |  |  |  |  |  |  |  |  |  |  |  |  |  |  |  |  |  |  |  |  |  |  |  |
|               |               |               |               |               |               |  |  |                   |             |             |             |             |             |  |  |             |             |             |             |             |             |  |  |  |  |  |  |  |  |  |  |  |  |  |  |  |  |  |  |  |  |  |  |  |  |
|               |               |               |               |               |               |  |  |                   |             |             |             |             |             |  |  |             |             |             |             |             |             |  |  |  |  |  |  |  |  |  |  |  |  |  |  |  |  |  |  |  |  |  |  |  |  |
|               |               |               |               |               |               |  |  | 二路元帥（438）   |             |             |             |             |             |  |  |             |             |             |             |             |             |  |  |  |  |  |  |  |  |  |  |  |  |  |  |  |  |  |  |  |  |  |  |  |  |
|               |               |               |               |               |               |  |  |                   |             |             |             |             |             |  |  |             |             |             |             |             |             |  |  |  |  |  |  |  |  |  |  |  |  |  |  |  |  |  |  |  |  |  |  |  |  |
|               |               |               |               |               |               |  |  |                   |             |             |             |             |             |  |  |             |             |             |             |             |             |  |  |  |  |  |  |  |  |  |  |  |  |  |  |  |  |  |  |  |  |  |  |  |  |
| 白紙扇（415） | 白紙扇（415） | 白紙扇（415） | 白紙扇（415） | 白紙扇（415） | 白紙扇（415） |  |  | 紅棍（426）       | 紅棍（426） | 紅棍（426） | 紅棍（426） | 紅棍（426） | 紅棍（426） |  |  | 草鞋（432） | 草鞋（432） | 草鞋（432） | 草鞋（432） | 草鞋（432） | 草鞋（432） |  |  |  |  |  |  |  |  |  |  |  |  |  |  |  |  |  |  |  |  |  |  |  |  |
| 白紙扇（415） | 白紙扇（415） | 白紙扇（415） | 白紙扇（415） | 白紙扇（415） | 白紙扇（415） |  |  | 紅棍（426）       | 紅棍（426） | 紅棍（426） | 紅棍（426） | 紅棍（426） | 紅棍（426） |  |  | 草鞋（432） | 草鞋（432） | 草鞋（432） | 草鞋（432） | 草鞋（432） | 草鞋（432） |  |  |  |  |  |  |  |  |  |  |  |  |  |  |  |  |  |  |  |  |  |  |  |  |
|               |               |               |               |               |               |  |  |                   |             |             |             |             |             |  |  |             |             |             |             |             |             |  |  |  |  |  |  |  |  |  |  |  |  |  |  |  |  |  |  |  |  |  |  |  |  |
|               |               |               |               |               |               |  |  | 四九（49）        |             |             |             |             |             |  |  |             |             |             |             |             |             |  |  |  |  |  |  |  |  |  |  |  |  |  |  |  |  |  |  |  |  |  |  |  |  |
|               |               |               |               |               |               |  |  |                   |             |             |             |             |             |  |  |             |             |             |             |             |             |  |  |  |  |  |  |  |  |  |  |  |  |  |  |  |  |  |  |  |  |  |  |  |  |
|               |               |               |               |               |               |  |  |                   |             |             |             |             |             |  |  |             |             |             |             |             |             |  |  |  |  |  |  |  |  |  |  |  |  |  |  |  |  |  |  |  |  |  |  |  |  |
|               |               |               |               |               |               |  |  | 藍燈籠            |             |             |             |             |             |  |  |             |             |             |             |             |             |  |  |  |  |  |  |  |  |  |  |  |  |  |  |  |  |  |  |  |  |  |  |  |  |

| 職稱                                | 角色 | 數字代號及出處 |
| 龍頭 (坐館/ 話事人/ 大路元帥/ 山主) | 香港 堂口負責人及掌權人（頭目），有家族世襲，也有數年選一屆。部分堂口的叔父，以往曾是頭目或骨幹。 晚清時期 陳近南軍師職，由四一五升任。詩曰： 「四八九職有原因 一五師爺有功日 高升翰林親軍師」。                                                                | 四八九 四八九職廿一成， 開山香主統群英， 坐鎮翰林陳近南， 教讀洪兒千萬千。 「三八廿一」合起來為一個「洪」字，四加八加九等於廿一就是右偏共字上半部，故四八九指「洪門」龍頭大佬。          |
| 二路元帥 (香主／ 先鋒)              | 香港 多為負責會中升遷、禮儀等行政工作，因此稱為有職無權的香主。每堂口設一名或多名，在平時二路如非坐館有職無權。亦有退任坐館受會員愛戴，被推舉為二路元帥。 晚清時期 某些堂口，「檯上有，檯下無」，只有在「開檯」儀式中出現，由四三二草鞋臨時擔任，下檯變回原職。 | 四三八 四三八職為先鋒， 掛帥征清復家邦。 「三八廿一」合起來「洪」字，除去右偏共字上半部剩下的三八，意為四八九之副手。                                                                    |
| 紅棍 (揸fit人／ 十二底)             | 香港 多是金牌打仔，負責武鬥事務。眾四二六中最傑出者則被尊為雙花紅棍，左右均插花。 晚清時期 將軍職，會內職稱為「兵部尚書」。實際單位負責人。 | 四二六 十二地支四二六， 掛帥掌權定山河。 4＋2＋6＝12，十二地支四二六，故稱之為十二底。四乘二十六加四（洪門代號）等於一百零八，意指水滸傳一百零八好漢，其中武松手執紅棍而得名。             |
| 白紙扇 (先生／ 十底／ 揸數 )        | 負責文職，通常亦負責社團財務（揸數），管理帳目（數簿），為社團軍師。 晚清時期 會內稱為「禮部尚書」。 | 四一五 十大天罡四一五， 二六一五護江山。 4+1+5=10，十大天罡四一五，也稱十底。四乘十五加四等於六十四，意指易經六十四篇，心明術數之意，術士多有白紙扇在手，因而得名                        |
| 草鞋 (鐵板／ 九底)                  | 香港 負責當傳令兵及對內外事務之聯繫（公關、PR），通常當地人際交游廣闊，也參與幫派談判等工作，甚至充當情報來源。 晚清時期 會內稱為「戶部尚書」。 | 四三二 四三二職乃九宮， 執掌兵權復大明。 4+3+2=9，四三二職乃九宮，也稱九底。四乘三十二加四等於一百三十二，明代末年一百二十八名和尚及四名平民合力抵抗女真族人入侵中原，和尚多穿草鞋而得名 |
| 四九仔 (平底／ 馬仔)                | 香港 基本會員（小弟、馬仔），入會三年不當紮者則被暱稱為「老四九」。 | 四九 四九三六造木楊， 十八阴來十八阳。 四乘九等於三十六。洪門大典開堂收馬，所有入會會員必需背誦洪門三十六誓而得名。                                                                      |
| 藍燈籠                              | 香港 有意入會而未經儀式之會員，初頭只需簡單向社團封利效忠，等同以往已死，待良辰吉日舉行入會儀式就重新做人，名稱源自傳統中國人死後辦理喪事時於家門外都會掛的燈籠。                                                                                               | |

### 入會儀式

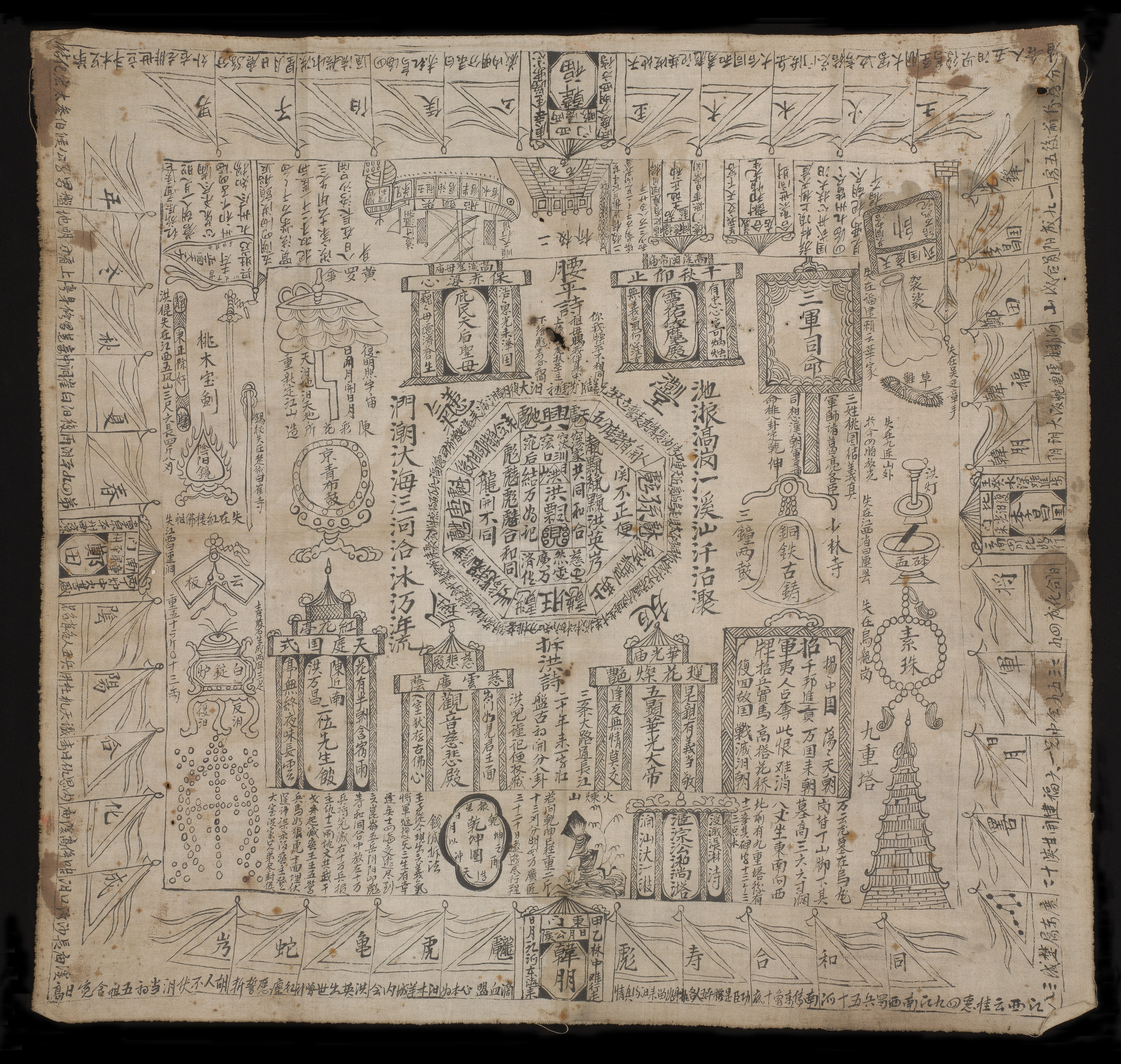
清末時的三合會入會儀式堂布

三合會是一種異姓結拜秘密會社，入會即結拜入盟；是以儀式最為重要，用以建立共同身分，分辨闈內闈外。三合會入會稱「開檯做戲」、「開壇做戲」、「放洪門」，儀式秘密進行，禁止外人觀看。按清末時期，廣東二房會簿所記載，整套入會儀式有十多個環節，基本上是演出「先鋒」帶新兵進入木楊城加入洪軍；與及新兵仿照少林五祖落難的戲軌。:57儀式香堂為忠義堂，紅花庭。忠義堂有五祖、洪門各先烈靈位，檀上有洪門聖物木斗代表木楊城，上書天地會暗號「木立斗世」，插上分別代表「龍虎龜蛇會」，及五房「彪壽合和同」的五色彩旗。新入會會員稱為「新香」，經過進門，進忠義堂，鑽刀，過乾坤圈，飲三河水，過二板橋，蓋被，背三十六誓，斬雞頭（即：斬七）、歃血、買果、交瓜子銀等等環節。坐鎮主持香案者為龍頭、大哥、香主，代表陳近南；帶新兵的為「先鋒」，代表蘇洪光。每個環節皆有詩句答問。
三合會入會儀式部份有宗教味道。香堂上木斗、較剪、算盤等，俱為道教常用法器。儀式有重生的意義，過「乾坤門」即為重生。主持入會的大哥稱為「老母」，教授各種儀式、暗號的則稱為「舅父」。未進行入會儀式之準會員，稱為「藍燈籠」，意思為「接近死亡」。用三合會暗語盤問別人曾否入會，會問「死過未？」
由於過程繁瑣，加上在不少地方，三合會入會儀式被視為非法活動，有被捕的危險。現時多數的三合會，只採用大為簡化的入會儀式。:69:63

### 禁例及規則
三合會沒有宗教教條，但是會員入盟時要起誓。晚清以後，誓言有三十六條，稱洪門三十六誓，所有會員皆發誓遵守。
 不同年代、地方的三合會，三十六誓並不完全相同。但內容基本上為：
- 嚴禁背叛，出賣會友，泄露機密
- 兄弟互愛團結，依人倫行事
- 兄弟有事互相援助照顧

三十六誓是會員的誓願，自咒若有干犯死於非命，缺乏實際約朿。三合會會內，另外有二十一則、十禁、十刑等等內部紀律規則。:56 對於犯例的會員，訂下死刑，割耳、杖刑等等重罸。

### 隱密

#### 詩詞及暗語
傳統上，三合會會員之間使用秘密的切口詩、手印、茶杯陣等方法互相識別。這類秘密過去是入會後由資深會員（即舅父）口頭傳授；不同堂口之間存在一定差異。在戰後香港，三合會普通會員普遍用的詩詞有五首：「風、流、寶、印、招」，稱為「五件頭」。而「扇、棍、鞋」，亦各有其職位獨有之「本底詩」。:112
平時為避免外人得悉三合會會員之間談話內容，有專門使用的暗語，函蓋日常生活用詞，稱為“背語”。在香港，一些三合會背語因為長期使用，加上部份背語曾經在大眾傳媒上出現，逐漸成為一般人日常用語。:145

#### 怪字及避諱
進行入會儀式，繳交會費後，以前三合會有發腰憑給予會員為據。三合會腰憑又稱「八卦」，因為是犯禁之物，被搜獲有禍而甚少留存。現有紀録的腰憑，不少是由海外的三合會所發。:41

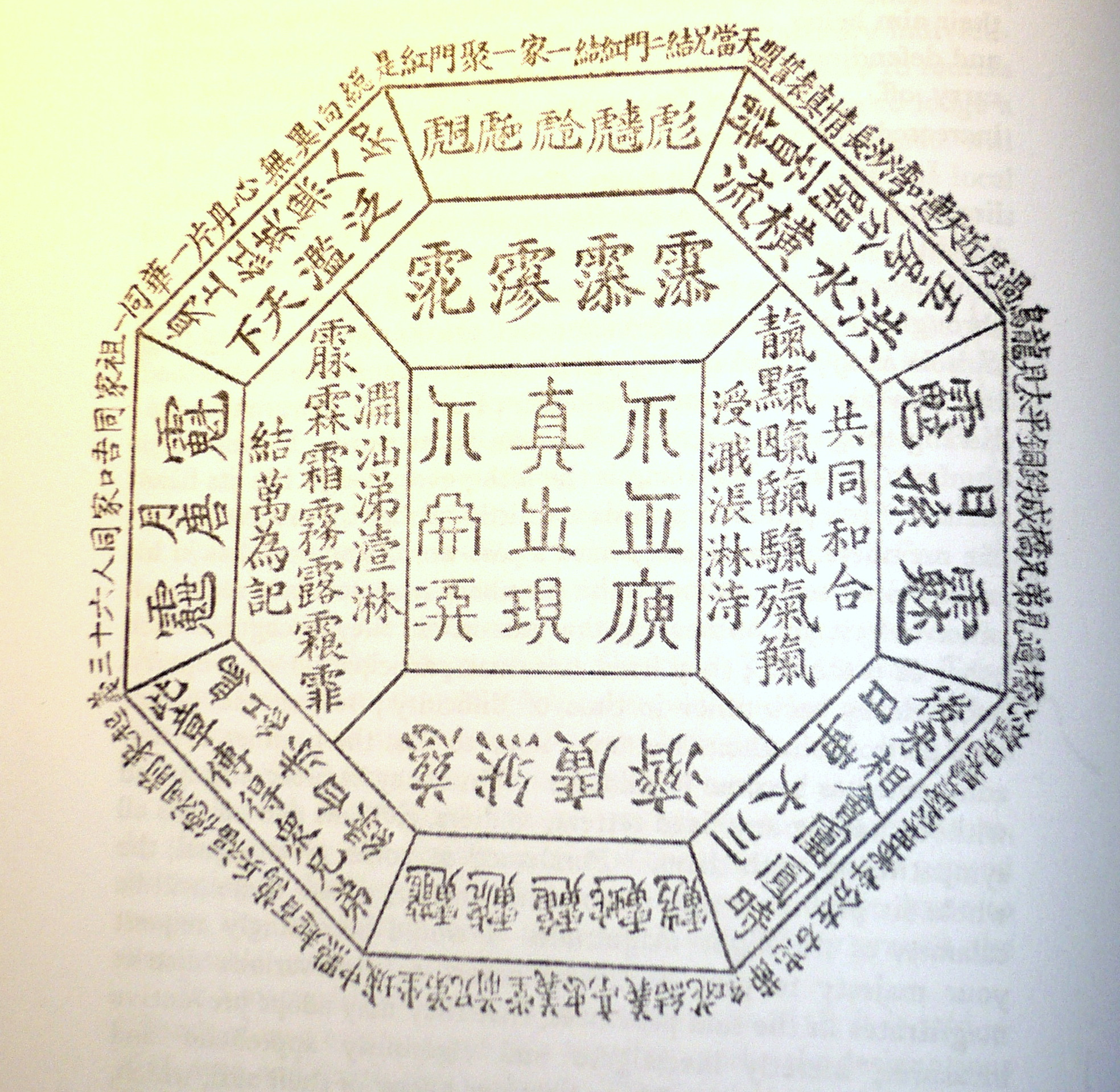
三合會腰牌，有各種天地會暗號：八卦外圈上方合體字為五房旗號："彪壽合和同"；下方為："龍虎龜蛇會"；右方合體字為"木立"，左方為"斗世"（木立斗世）；右下方半字為"順天轉明"。中圈上方為"參泰宏化"。

三合會在腰憑、入會香案旗旌等上所書寫的文字，經常以缺筆、半字、合體字、巔倒 等方法以避耳目。例如："川大丁首" 為  "順天行道"，"川大車日"為 "順天轉明"，"反㳉复汨"為 "反清復明"，"三川口" 為 "洪順堂"，"月車口"為 "青蓮堂"。五房的旗號「彪𧈙𧇎𧇮𧇌」等等。:64
晚清以後，三合會內紀年普遍用「天運」，不用清皇帝年號；:84數目字逄七說吉（因相傳叛徒馬寧兒排行第七）。

#### 會簿
三合會內部儀式、詩詞、暗語，與及其源來傳說等等，被紀載在會簿之內。會簿又稱「衫仔」、「金不換」、「海底」，是三合會中機密，只有堂口中少數高級職員有機會看見。通常得到會簿抄本，即代表獲准另外開堂傳會。少量被官府搜獲，及流出的會簿，成為日後對三合會硏究的重要資料。:255
一些三合會會堂的會簿同時載有會員名冊。但亦有很多堂口為減少被官方查獲的風險而不再維持名冊。:83

## 香港堂口
按晚清時期三合會會簿所記載，天地會分五房。其中兩廣流傳的屬二房，洪順堂，金蘭郡，祖宗為方大洪，用「𧈙」字紅旗。流傳香港的各三合會堂口，原理上亦屬於天地會洪門二房。:69
香港曾經出現過的三合會堂口，達三百七十多個。現時仍然活躍的則約有二十多個。:39
大型的包括和勝和、和安樂（水房）、和合圖、14K、新義安、聯英社等等，人数达几千至幾萬人不等。

### 古早的香港三合會
香港三合會組織淵源於清代中國南方三合會。雖然沒有直接的證據證明香港三合會是中國南方三合會的分支和附屬，但從香港三合會產生的時間，內部採用的入會儀式、組織制度，早期使用的禁條、誓詞和隱語等，完全可以說它是從中國南方三合會輾轉移植而成，兩者具有十分密切的淵源。根據現有史料，清道光二十二年（1842年7月），三合會已在香港設立堂口，建立組織。這是迄今為止關於香港三合會產生的最早記錄。1847年，華南三合會勢力日趨壯大，時任兩廣總督耆英透過英國駐廣州總領事把香港境內26個幫會堂口的資料送付德庇時，當中的堂口包括「洪順堂」、「洪勝堂」、「洪興堂」、「四成堂」、「建心堂」、「知心堂」、「聯心堂」、「罄心堂」、「浩心堂」、「賽心堂」、「聯義堂」、「天義堂」、「合義堂」、「信義堂」、「忠義堂」、「長義堂」、「忠義堂」（與前述堂口同名）、「悅來堂」、「遠來堂」、「萬來堂」、「萬勝堂」、「利勝堂」、「保勝堂」、「合友堂」、「德合堂」及「忠臣堂」。
清咸豐四年（1854年）夏，廣東有洪兵之亂。40多縣達100萬的三合會參加，並一度圍攻廣州城。大批原系东莞、番禺、顺德、香山（今中山）等地的三合会分會會眾湧入香港，嚴重影響香港治安，港督文咸（Sir George Bonham）在1854年立例遞解太平天國及天地會成員出境。
現在廣東一帶包含香港有部分小組織與小堂口自稱與最原始三合會有種種關聯，並講出各種傳說故事，但幾乎查無實據或是一些小流氓的杜撰，已經無可信價值。

### 和字頭派系

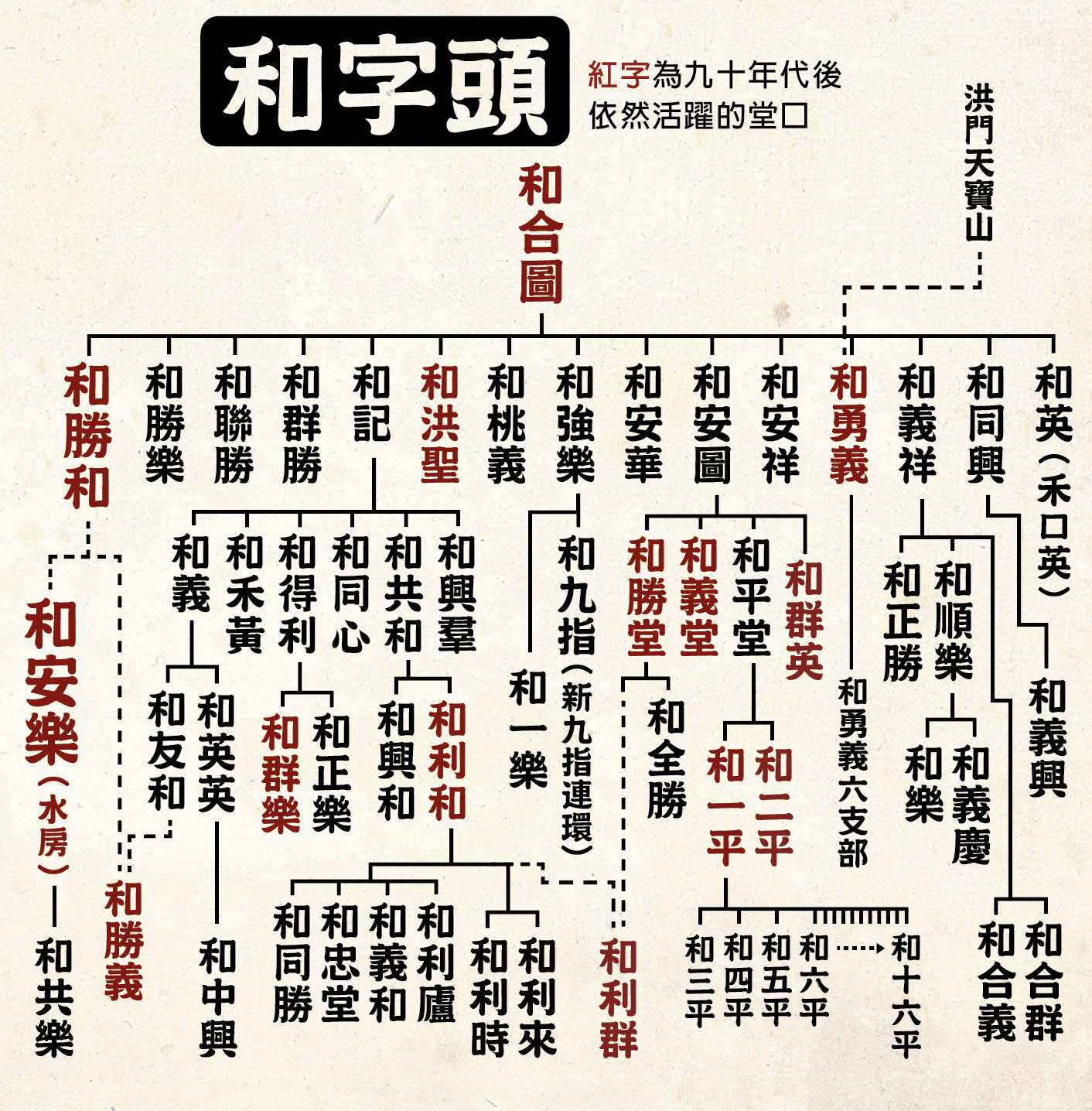
和字頭幫派譜系表

「和字頭」是香港最早期活躍的幫會聯盟，別稱「老歪」，主要堂口包括：和勝和、和安樂、和合圖、和勝義、和勇義、和利和、和義堂等。
1890-1909年間，香港出現多個工人組織、同鄉會及幫會。1909年，廣東洪門天寶山的「黑骨仁」來港，見香港堂口數目眾多，但各堂口欠缺組織，遂提議統合並傳授洪門傳統幫規及管理體系，促進和平共存。為彰顯「以和為貴」，各堂口在名稱前統一加一個「和」字，組成和字頭派系三合會聯盟。並推舉當時最老資格的幫會「和合圖」作為和字頭的母會，以負責統領及協調各堂口的秩序。至今，這些幫會仍沿用舊洪門入會儀式「收馬」及「紮職」。
二戰前，「和字頭」以「和合圖」及「和安樂（水房）」為首，是香港最大的黑幫派系。二戰後，江湖地位受到外來幫派「14K」及「新義安」的挑戰，1997年後，大部份和字頭幫會勢力已衰退，「和勝和」於2010年代勢力壯大，成為和字頭最大的社團。

### 潮州幫派系

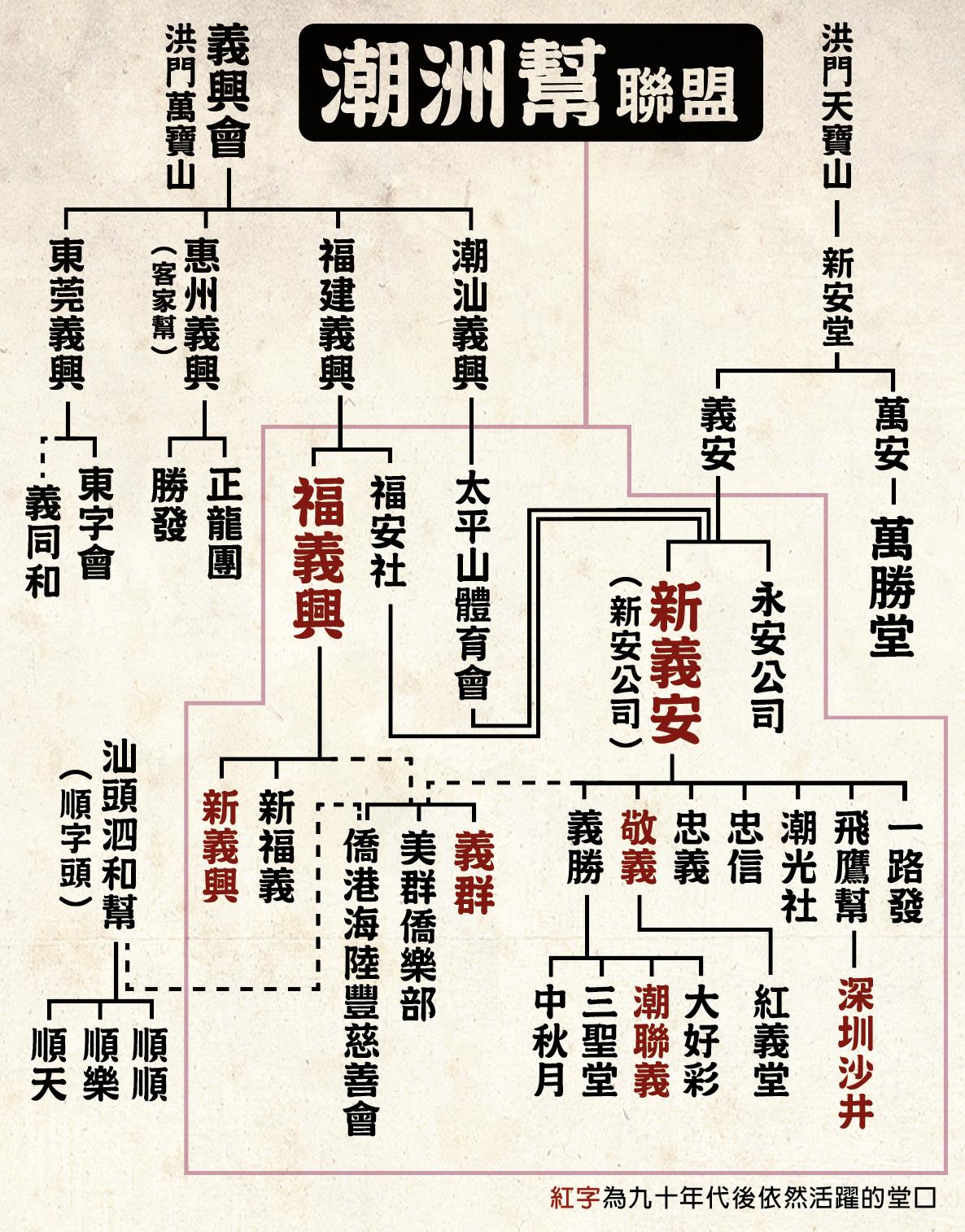
香港潮州幫三合會－譜系表

香港潮汕及福建籍幫派結盟成的聯盟，成員包括「福義興」、「新義安」、「義群」及「萬勝堂」等。聯盟會定期選出一個香主，管理聯盟對外事務，團結以抗衡其他幫派勢力。
「福義興」，源出於義興會，義興會最早記載可追溯至1820年，早期是負責為洪門「萬寶山」山主李明良籌措資金的互助組織，至1835年義興會的其中一分支，「福建義興」由潮州移師到香港，1886年以「福義興工商總會」名義註冊經商。福義興在二戰前後的幫會規模不少，在香港九龍亦有分會：「新福義」、「新義興」、「僑港海陸豐慈善會」及「美群僑樂部」，「福義興」總部設於深水埗。主事「龍頭」不是世襲制，定期會提拔「五虎十傑」作分區領導人物。在二戰前夕，江湖素有「最老福義興，最大和安樂」之說。
「萬勝堂」，是香港最早有紀錄的鶴佬人(海陸豐人）幫派，1847年已活躍西環，以鶴佬苦力勞工為主，亦有部分客家人苦力，是幫會「萬安」於香港的分支堂口。相傳，「萬勝堂」涉及1884年香港反法大罷工，現被視為與後來的「新義安」有密切關係。於1950年代已漸漸式微。
「新義安」源自1919年，「萬安」社團內部分裂，成員自組的「義安」。1921年，國民政府軍統局少將向前用「義安工商總會」名義向香港華民政務司署注冊，但是其入會儀式、習慣、詩句、都是道道地地的三合會。1947年注冊被取消。向前將之改名為「新安公司」的幫會組織，後名為「新義安」。期後新義安又成立起敬義、義群、義勝堂、潮光社、忠信堂等分支。後經向氏家族新龍頭力撮，發展到1980年代，新義安曾經有成員二十多萬人，組織結構完善，設有「五虎十傑」，並在各主要地區設有「坐館」和「渣數」（管理賬目），一級管一級，等級嚴格，只尊一個向氏家族世襲制的「龍頭大哥」，此職不傳外姓人。

### 14K派系

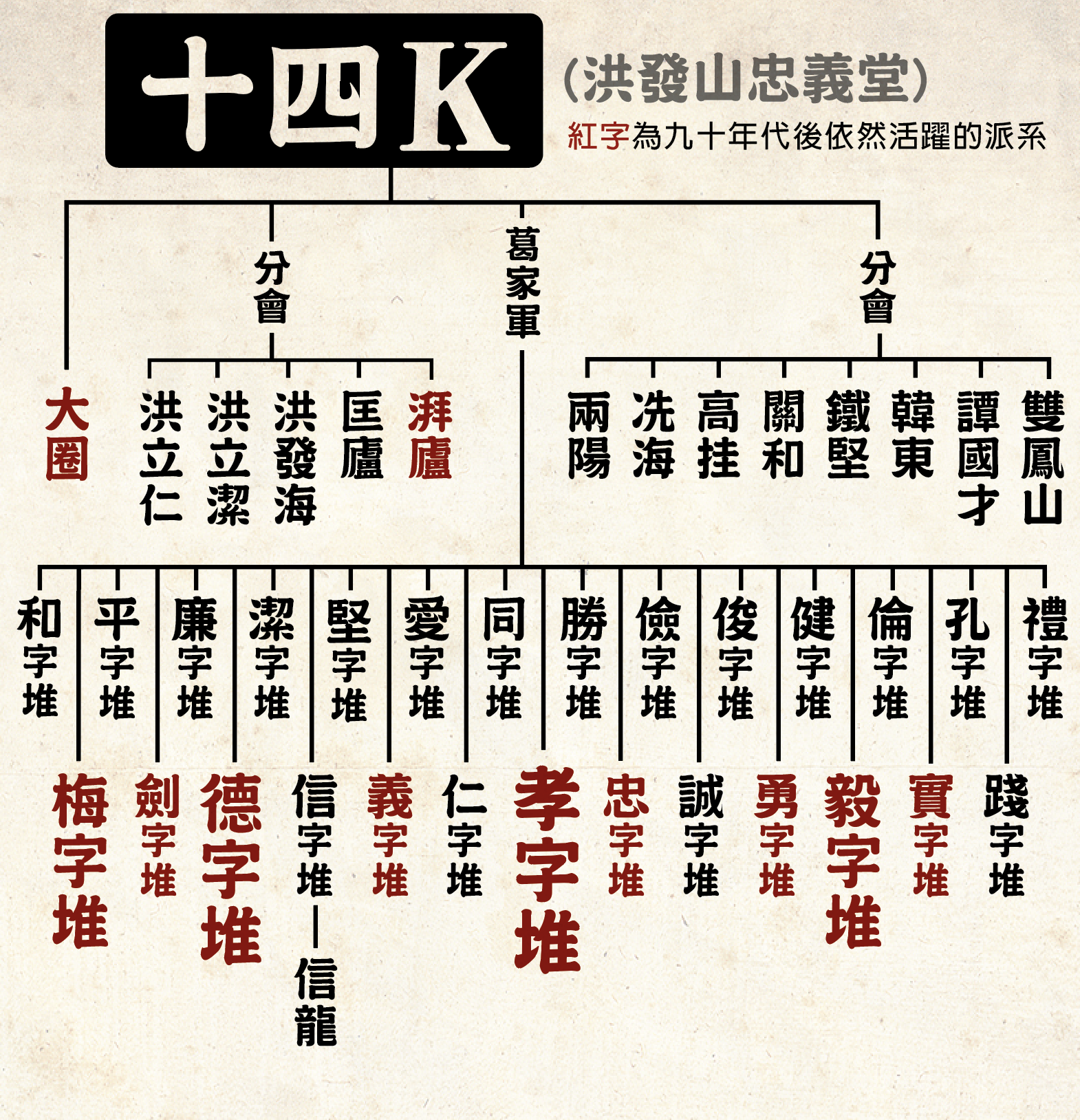
十四K 譜系表

14K 更曾被喻為全球最大的三合會犯罪組織。其起源可追溯至國民黨國民革命軍第93師營長葛肇煌中將，他於1945年佔領了洪門幫會「洪發山」的會址，並將其改組為國民黨的反共情報機構，命名為「洪發山忠義堂」。後來，1949年，國共內戰結束該組織遷移至香港，重建社團，被港英政府列为香港三合會組織。並改名為「14K」，最終在香港發展為一個國際犯罪組織。
由於其傳承清朝洪門的各種秘密幫規和儀式，三合會詩句和文化，加上非香港土生土長的政治特務背景，一直是各個幫會中最具神秘色彩。龍頭葛肇煌於1950年代去世，長子葛志雄繼任，綽號「太子」，被視為洪門一脈相傳的正統孝字堆龍頭。2010年，太子逝世，從此也就沒有明確的龍頭，勢力分散，故其聲勢反而不及其他的大幫派。 

### 四大公司派系

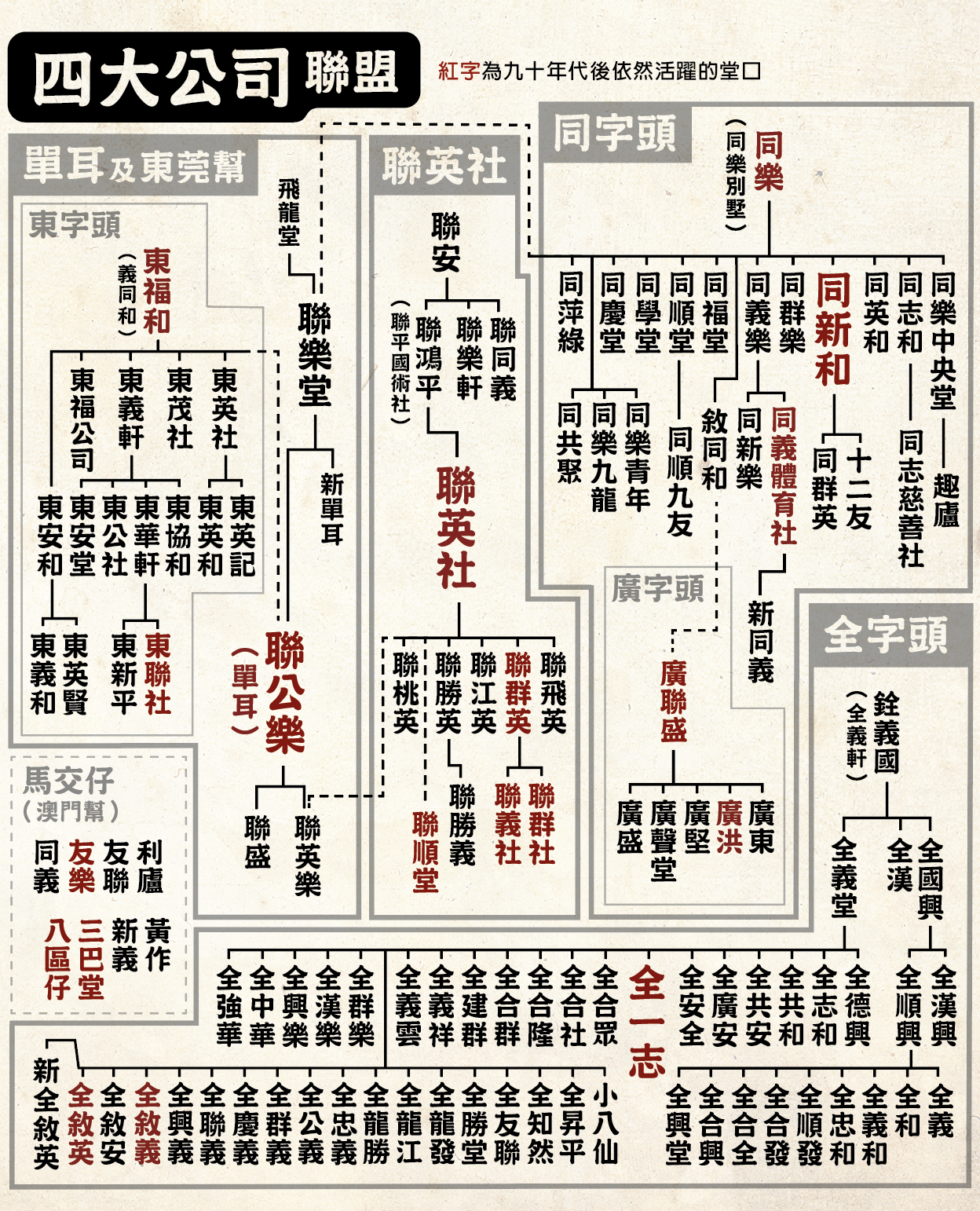
四大公司譜系表

「四大公司」原為四個香港中小型的幫派的結盟，聯合以確保自身利益不被三大派系(和字頭派系，潮州幫，14K)瓜分，最初結盟四個社團是「聯公樂（單耳）」、「聯英社」、「同新和」、「全一志」，舊切口詩為「四大公司泊碼頭，單耳聯同全港九」。七十年代，有其他幾個小型社團加入聯盟，雖然已經不止四個社團，但仍合稱為「四大公司」。新切口詩為「單，馬，聯，同，全，廣，東」七個字頭的聯盟，另外新加入了「馬交仔」、「廣字頭派系」及「東字頭派系」。「四大」的結盟本質（特別在獄中）稱為「搭打唔搭食」，即與別幫有衝突需要開戰時，四大必定互相幫忙，如同一個幫會，但平日各自的利益卻不會互相攤分。而四大公司的結盟亦由當初的監房內延伸至監房外。
1. 單耳(聯公樂），別稱「單義」，系出「同樂別墅」的分支「聯樂堂」，於1945年創立。
2. 馬交仔，或稱「馬九仔」，澳門本土的小型幫會的泛稱，利廬、友聯、友樂、八區仔、新義及三巴堂等。
3. 聯英社，原稱「聯鴻平」，又名「聯平國術社」，約在1946年後改稱「聯英社」，別稱「老聯」。分支有聯勝義、聯勝英、聯飛英、聯鴻英、聯桃英等。
4. 同字頭派系，香港古老幫會，母會為「同樂別墅」，較大的派系分支有同新和、同福堂、同群英、同順堂、中央堂。
5. 全字頭派系，母會原名「全義國/全義軒」，別稱「尖頂」、「老全」，分支眾多，較大的派系分支有全一志（老全）、全志和、全合群、全聚英、全興義。
6. 廣字頭派系，系出「同樂別墅」的油麻地分支「敍同和」，於1910年創立，後來改組成「廣聯盛」，較大的派系分支有廣盛、廣洪（廣雄）、廣聲堂。
7. 東字頭派系，母會原名「東福和公司」，創立於1905年，系出東莞人幫會「義同和」。分支有東聯社（老東）、東英社、東英賢、東安和、東公社、東安堂、東群社、東群英、東義軒。[26]

### 粵東幫
又稱「粵東會」或「粵東體育會」，是香港三合會組織，活躍時期由1940年代至1990年代。因「粵」字形似倒吊秤鉤，江湖上亦俗稱為「秤鉤」。
其起源可追溯至廣州，最初為教授蔡李佛拳、羅漢拳及舞獅等傳統武術的合法社團，名為「粵東體育會」。1939年，為逃避戰火，其核心成員南遷至香港，並於太子上海街設立總部，逐漸演變為具有地下性質的幫會組織。創會人物梁沛（綽號「豬油沛」）為首任總社長，死後由莫啟繼任。
1941年香港陷入二戰，日軍進攻導致英軍撤退，治安失控。粵東幫成員四眼裘與其他「和字頭」堂口策劃「勝利友」騷亂，組織劫掠行動。騷亂持續三日，直至日軍進駐九龍恢復秩序。戰後初期，粵東幫仍未完全採納三合會儀式，直至1955年，莫啟率眾赴澳門補辦洪門開山儀式，正式轉型為三合會。粵東幫曾與14K爆發激烈衝突，最終於石硤尾遭重創，一度式微。同年，其社團註冊亦被港府吊銷。粵東幫在1960至70年代勢力鼎盛時會員數達六千，遍及九龍多區及新界。並陸續成立數個分會，包括「粵東國術社」（一至七分社）、「粵東醒群體育館」及「粵東別墅」（一至七支部）。至1977年警方統計顯示，仍有約千名活躍成員。

### 其他小型組織
香港數百個三合會组織，大部分属於小型街頭幫派，絕大部份現已有名無實。
- 西字頭派系，由「西江忠義堂」為母會聯結的肇慶人小型幫派。1945年曾加入以葛肇煌領導的「洪發山忠義堂」。後來1949年後由廣東西江移師香港，自立門戶，由莫聲領軍，活躍於新界區。並聯結了肇慶人堂口。包括：西慶桃，西慶堂，西勝堂，西義堂，西聯堂，肇慶忠義堂。
- 上海幫，青幫及紅幫。又稱「安慶幫」。為洪門組織支流。1949年後由上海移師香港，主要經營上海式舞廳、夜總會及開設海洛因制毒工廠。七十年代曾有2,000成員，但山頭分散，無組織系統。[31]。
- 順字頭派系，1945年後由廣東泗和及汕頭移師香港的同鄉組織，又稱「泗和」派系，四五十年代扎根於港島中區，分支包括：順樂堂，順順堂，順天堂，順輝堂。六十年代，被其他潮洲幫派系吞併了。
- 新字頭派系，新興社（新興、新記），新港堂，新龍堂，新會社。
- 青年社，1947年在港島東區創立，原為市政事務署職工互助組，後發展成犯罪組織。
- 粵城，粵城互助社，廣州同鄉組織。
- 西河體育會，活躍於旺角及九龍區的國術館，因被介定為黑幫組織而遭取消註冊的社團組織。
- 三聖體育會，洪拳國術社，活躍於二戰前。
- 勝義閣，碼頭工人組成的行船館，活躍於香港島。
- 聯同義，扎根於香港島的小型社團。
- 聯樂軒，源出於「聯安」，二戰前的小社團。
- 東義閣，二戰前的小社團。
- 喇廬例，二戰前的小社團。
- 架勢堂，小社團。
- 和安別墅，小社團。
- 老榮，小社團。
- 英義，小社團。
- 羅梁，小社團。
- 肇崇，小型團。[32]

## 南洋堂口
早在1789年（乾隆五十四年），荷屬巴達維亞（今耶加達）的華人公館檔案之中，就有當地天地會的記載。1825年英國人在檳榔嶼調查，發現當地華人中存在最少三個會黨，分別名為"和勝"，"義興"及"海山"。:159十九世40-70年代，南洋的三合會經常堂鬥，引起英殖民政府注意。1843年，海峽殖民地向東印度公司提議壓制秘密會社，但未被批準。 :1671868年，"義興"及"海山" 參與檳榔嶼暴動，英國殖民地部查明, 兩會黨皆是三合會。1869年起，殖民地政府要求華人會黨登記。1877年，以熟識三合會的畢麒麟為華人保護官。 :178-1791885年以後，海峽殖民地禁止會黨。
在马来西亚，洪门会派系组织有：聯英社，忠义堂，洪顺堂，小三川，小三王，三六，三百六，二一，三八二一，九六九，二四，龙虎，红花，十三，一仔，一点红，飞龙，洪金龙，义和社，青龙山，五指山，凤凰山，泗公司，家后堂，二一海，义䦉，义益公司，忠和，合和堂，仁义堂，洪河，义洪英，五色旗，义风山，月山社，洪军，等等。洪门各派之间都经常联系与交流促进华人的团结与文化传承与香港的三合会都有密切的联系。

## 美洲堂口
1840年代以後，美國加州因淘金熱及建築鐵路輸入大量來自廣東的華工，三合會亦隨之開始傳至北美各地。1848年，廣東人林迎將三合會「洪順堂」傳入美國舊金山，是其中歷史最久的三合會。洪順堂因為在華人之中擔任互助、自治及福利機構的角色，組織及功能與當地美生會接近而有交流。1879年舊金山洪順堂在加州註冊成為合法社團時，改名為致公堂，英文亦稱 The Chinese FreeMasons （中華共濟會）。其他北美各地亦有會堂跟隨。

## 官方措施

### 港英政府
1844年，香港開埠初期，一條英國船在赤柱對開被三合會海盗洗劫。香港總督戴維斯尋求與廣東清政府在治安方面合作，對付海盗及三合會。1845年（道光二十五年）港督主動頒布法令《壓制三合會及其他秘密結社》條例，取締三合會等秘密團體，規定凡三合會成員，一律判處3年以下徒刑，刑滿後在右頰制字。香港政府當局從一開始就采取了打擊手段，出動警察逮捕了大批三合會成員。兩廣總督耆英對戴維斯禁制三合會表示謝意，並向他提交一張在香港三合會盗匪的名單。:170
根据英国殖民地部档案，19世纪開始，香港三合会会员达1.5万—2万人，所有苦力馆几乎都是三合会的聚会处，甚至在工务司、船政厅、华民政务司、高等法院和巡理府的府员以及华人警察中，也有它的成员。
英屬香港時期為了進一步打擊，于1886年成立专门委员会，加强了对三合会的研究与侦查工作。1887年，制定了《三合会及非法会社案》，甚至在1957年成立有組織罪案及三合會調查科（簡稱OCTB，俗稱O記），指派線人進行臥底任務，隸屬於香港警務處刑事及保安處刑事部。

### 香港政府
按照香港現行的《社團條例》規定，三合會犯罪是指
- 組織使用「三合會」儀式，採納、使用三合會頭銜或者名稱的社團
- 任何人如屬三合會成員，或以三合會成員的身份行事，自稱或聲稱是三合會成員
- 參加三合會的集會
- 向三合會社團付款或給予援助
- 保管、控制或被發現管有屬於三合會社團任何分支機構的簿冊、賬目、字據、成員名單、印旗、旗幟或徽章者

### 中華民國
按照現行的《組織犯罪防制條例》規定是指三人以上，以實施強暴、脅迫、詐術、恐嚇為手段或最重本刑逾五年有期徒刑之刑之罪，所組成具有持續性或牟利性之有結構性組織。結構性組織是指非為立即實施犯罪而隨意組成，不以具有名稱、規約、儀式、固定處所、成員持續參與或分工明確為必要。

## 流行文化

### 影視
以香港黑幫，即三合會為內容的電影與戲劇，在70年代之後的香港電影界非常普遍，甚至一些好萊塢電影裡面也有提及。

#### 1970年代
- 《少林五祖》(1974) 張徹導演，狄龍、姜大衞，傅聲、戚冠軍、孟飛主演。古裝片，按西魯敍事改編三合會傳說
- 《成記茶樓》(1974)；《大哥成》(1975)： 桂治洪執導， 以香港三合會為背景的黑社會電影
- 《出冊》(1977) 鄧光榮執導
- 《四二六》(1977)林國翔執導，米雪、白彪 主演
- 《四二八》(1978)華山執導，邵氏電影
- 《家法》(1979) 鄧光榮執導

#### 1980年代
- 《英雄本色》(1986)吴宇森執導，將香港三合會浪漫化，創「英雄片」潮流。同時期的英雄片有《英雄好漢》、《江湖情》等。
- 《旺角卡門》(1988)王家衛執導
- 《我在黑社會的日子》(1989)黃泰來執導

#### 1990年代
- 《跛豪》 (1991) 潘文傑執導，麥當雄監制
- 《慈雲山十三太保》(1995)
- 《一個字頭的誕生》 (1997) 韋家輝執導
- 《O記三合會檔案》(1999) 王晶執導
- 《古惑仔電影系列》(1996-2001) 劉偉强執導

#### 21 世紀及以後
- 《黑社會電影系列》(2005-2006) :杜琪峰執導
- 《學警狙擊》
- 《火拼時速3》

### 遊戲
- 香港秘密警察
- 俠盜獵車手：血戰唐人街
- 侠盗猎车手：圣安地列斯
- 侠盗猎车手IV（自由城之章）
- 俠盜獵車手V
- 三合會之戰

### 知名人物
- 向華強，原籍廣東陸豐，香港知名電影出品人，從影時，經常演出黑道中人物，父親向前是香港潮州幫黑社會新義安的創始人。
- 陳惠敏，香港知名武打明星，前香港惩教署獄警、前香港警察刑事偵緝部助理刑警（CIDA）。17岁加入“14K”後更成為14K“雙花紅棍”。
- 陳慎芝，香港基督教傳道人，少年時是童黨組織「慈雲山十三太保」之首領，隸屬14K。
- 李兆基，香港著名演員，少年時是童黨組織「慈雲山十三太保」成員之一，隸屬14K。
- 鄧光榮，香港著名演員、製片人，外號「學生王子」，曾是聯公樂的龍頭，參與過黃雀行動，營救中國民運人士。
- 吳志雄，香港男演員，組織和合圖的前成員，香港電影《古惑仔電影系列》裡的主角陳浩南及大佬B是以他為原型創作。
- 賴文星：香港反法大罷工時期之工人領袖。因此次香港早期社會運動而成為香港百年老牌黑幫三合會和合圖創始人。

人物眾多，不能盡録。

## 參閲
- 犯罪组织列表
- 黑社會
- 14K (三合會)
- 西西里黑手黨
- 俄羅斯黑手黨
- 極道（日本）
- 重庆打黑除恶专项行动
- 香港動作電影：
  - 槍械形
  - 英雄式血灑
- 蛇頭
- 洪门
- 尹國駒
- 警黑合作
- 新義安人物列表
- 和勝和人物列表
- 和安樂人物列表
- 14K人物列表

## 外部連結
- 维基共享资源上的相關多媒體資源：三合會